# Giacomo Ciarrapico
Giacomo Ciarrapico (Roma, 19 de setembre de 1971) és un director i guionista italià.

## Biografia
El 1992 es va diplomar al Centro sperimentale di cinematografia. Del 1994 al 2000 va dirigir el teatre d'humor Io non c'entro, Tutto a posto, Piccole anime i L'ufficio anmb la col·laboració de Mattia Torre i Luca Vendruscolo. L'any 2001 va escriure i dirigir el curtmetratge Dentro e fuori que va guanyar el Sacher d'or per Nanni Moretti.
El seu llargmetratge Piccole anime (1998) basat en la seva comèdia teatral i Eccomi qua (2002) van participar al Festival de Cinema de Torí.
El 1996 també va començar a treballar a la televisió com a guionista i director.
El 2006 va signar un episodi de I Cesaroni. El mateix any, de la col·laboració amb Luca Vendruscolo i Mattia Torre, neix la sèrie de televisió Butafuori amb Valerio Mastandrea i Marco Giallini.
Del 2007 al 2010 va participar en la creació de les tres temporades de la sèrie de televisió Boris produïda per FoxItalia i el 2010 del llargmetratge Boris - Il film de la qual és el director i també l'autor.
El 2014, amb Vendruscolo i Torre, va escriure i dirigir la pel·lícula Ogni maledetto Natale .
El 2014 i el 2015 va escriure les comèdies teatrals È andata così amb Francesco Pannofino i Stare meglio oggi amb Carlo de Ruggeri.
El 2016 va escriure el llargmetratge Troppa grazia dirigit per Gianni Zanasi, rodat el novembre del mateix any i estrenat el 2018, i el llargmetratge È il tuo momento d'Alessandro Lunardelli. El mateix any va ser professor al Centre Experimental de Cinematografia, i va començar a ensenyar a la Universitat de Belles Arts de Roma.
El 2022 va escriure la pel·lícula Vicini di casa dirigida per Paolo Costella i va escriure i dirigir amb Luca Vendruscolo la quarta temporada de Boris, emesa a la plataforma de streaming Disney+.

## Filmografia

### Director
- Piccole anime (1998)
- Dentro e fuori (2001)
- Eccomi qua (2002)[3]
- Buttafuori (2006)
- Boris (2022)
- Boris - Il film (2011)
- Ogni maledetto Natale (2014)
- Liberi tutti - serie TV (2019)

### Guionista
- Piccolo anime (1998)
- Dentro e fuori (2001)
- Eccomi qua (2002)
- Buttafuori (2006)
- Boris (2007-2010 e 2022)
- Boris - Il film (2011)
- Ogni maledetto Natale (2014)
- Troppa grazia (2018)
- Domani è un altro giorno, de Simone Spada (2019)
- Liberi tutti - serie TV (2019)
- Vicini di casa, de Paolo Costella (2022)

### Actor
- Il grande cocomero, dirigida per Francesca Archibugi (1993)
- Nella mischia, dirigida per Gianni Zanasi (1995)
- Piccole anime, dirigida per Giacomo Ciarrapico (1998)
- Buttafuori (2006)
- Boris - serie TV (2007)
- Il legionario, dirigida per Hleb Papou (2022)